# Відкритий чемпіонат США з тенісу 1992
Відкритий чемпіонат США з тенісу 1992 проходив з 31 серпня по 13 вересня 1992 року на відкритих кортах Тенісного центру імені Біллі Джин Кінг у парку Флашинг-Медоуз у районі Нью-Йорка Квінз. Це був четвертий, останній турнір Великого шолома календарного року. 

## Огляд подій та досягнень
Стефан Едберг захистив титул чемпіона США в одиночному розряді серед чоловіків. Ця перемога принесла йому шостий титул Великого шолома. Його півфінальна гра з Майклом Чангом тривала 5 годин 26 хвилин, що тоді було рекордом з початку відкритої ери. 
В одиночному жіночому розряді Моніка Селеш захистила свій титул, не програвши жодного сета. Це були її сьомий мейджор та друга перемога в США.
Переможці чоловічого парного розряду Джим Гребб та Річі Ренеберг виграли чемпіонат США вперше. Для Гребба це був другий титул Великого шолома, для Ренеберга — перший.
Джиджі Фернандес виграла третій титул чемпіонки США в жіночому парному розряді (6-й мейджор). Її партнерка Наташа Звєрєва стала чемпіонкою США вдруге (7-й мейджор).
У міксті Ніколь Провіс виграла другий титул Великого шолома, перший в Америці, Марк Вудфорд здобув другу перемогу в США і 5-й титул Великого шолома.

## Результати фінальних матчів

### Дорослі
| Одиночний розряд. Чоловіки      |                            |                         |
| Стефан Едберг                   | Піт Сампрас                | 3–6, 6–4, 7–6(7–5), 6–2 |
|                                 |                            |                         |
| Одиночний розряд. Жінки         |                            |                         |
| Моніка Селеш                    | Аранча Санчес Вікаріо      | 6–3, 6–3                |
|                                 |                            |                         |
| Парний розряд. Чоловіки         |                            |                         |
| Джим Гребб Річі Ренеберг        | Келлі Джоунс Рік Ліч       | 3–6, 7–6(7–2), 6–3, 6–3 |
|                                 |                            |                         |
| Парний розряд. Жінки            |                            |                         |
| Джиджі Фернандес Наташа Звєрєва | Лариса Нейланд Яна Новотна | 7–6(7–4), 6–1           |
|                                 |                            |                         |
| Мікст                           |                            |                         |
| Ніколь Провіс Марк Вудфорд      | Гелена Сукова Том Нейссен  | 4–6, 6–3, 6–3           |
|                                 |                            |                         |

### Юніори
| Одиночний розряд. Хлопці      |                                   |               |
| Браян Данн                    | Ноам Бер                          | 7–5, 6–2      |
|                               |                                   |               |
| Одиночний розряд. Дівчата     |                                   |               |
| Лінзі Девенпорт               | Джулі Стівен                      | 6–2, 6–2      |
|                               |                                   |               |
| Парний розряд. Хлопці         |                                   |               |
| Джиммі Джексон Ерік Тайно     | Марсело Ріос Габріель Сілберштейн | 6–3, 6–7, 6–4 |
|                               |                                   |               |
| Парний розряд. Дівчата        |                                   |               |
| Лінзі Девенпорт Ніколь Лондон | Кейті Шлукебір Джулі Стівен       | 7–5, 6–7, 6–4 |
|                               |                                   |               |